# 金泉站 (庆尚北道)
金泉站（：／ Gimcheon yeok */?）是京釜線與慶北線的一座鐵路車站，位于韓國庆尚北道金泉市平和南山洞，有ITX-新村及無窮花號列車停靠。

## 車站結構
站體為5面3線的完全混合式月台。

### 月台配置

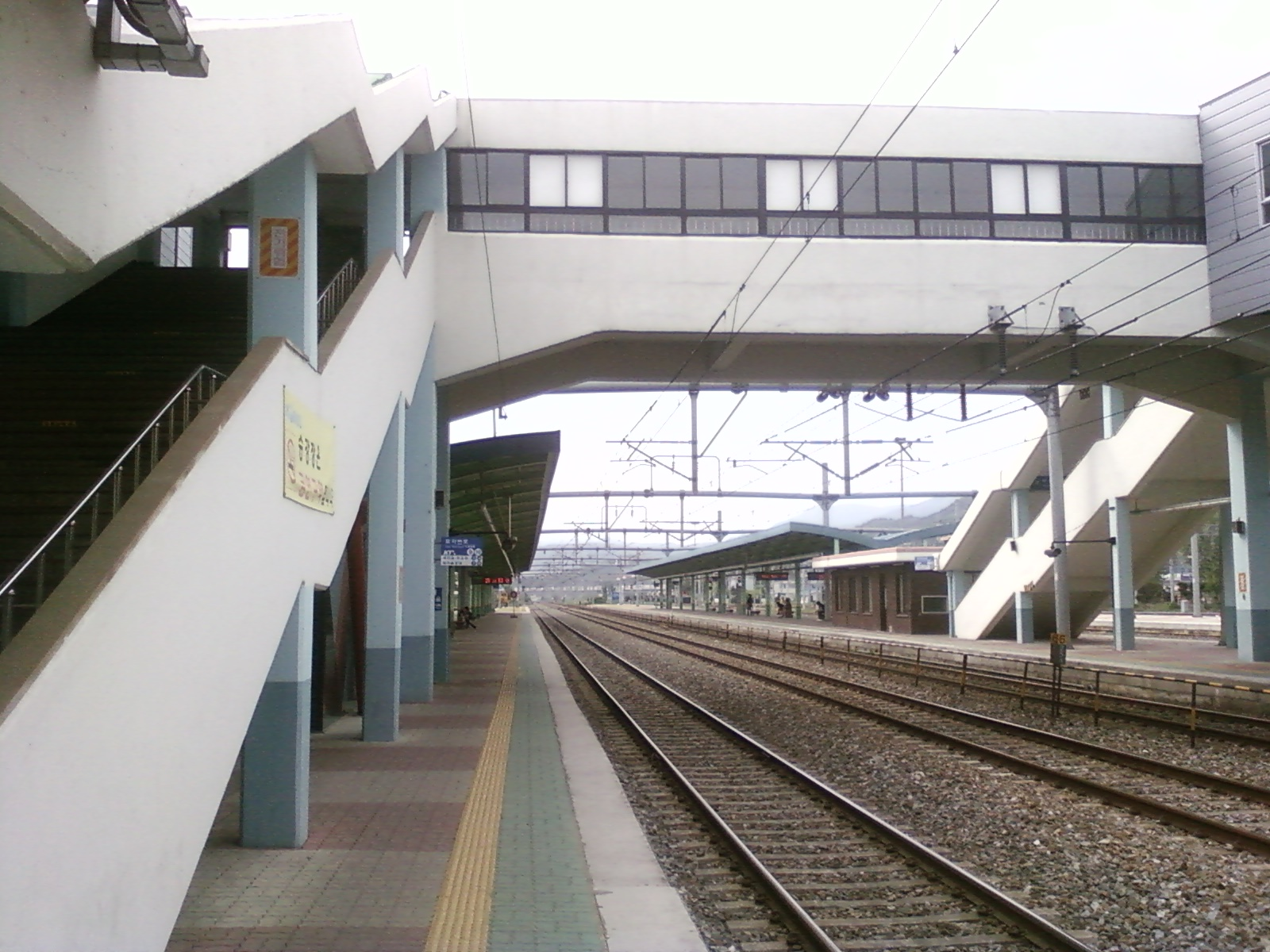
车站站台
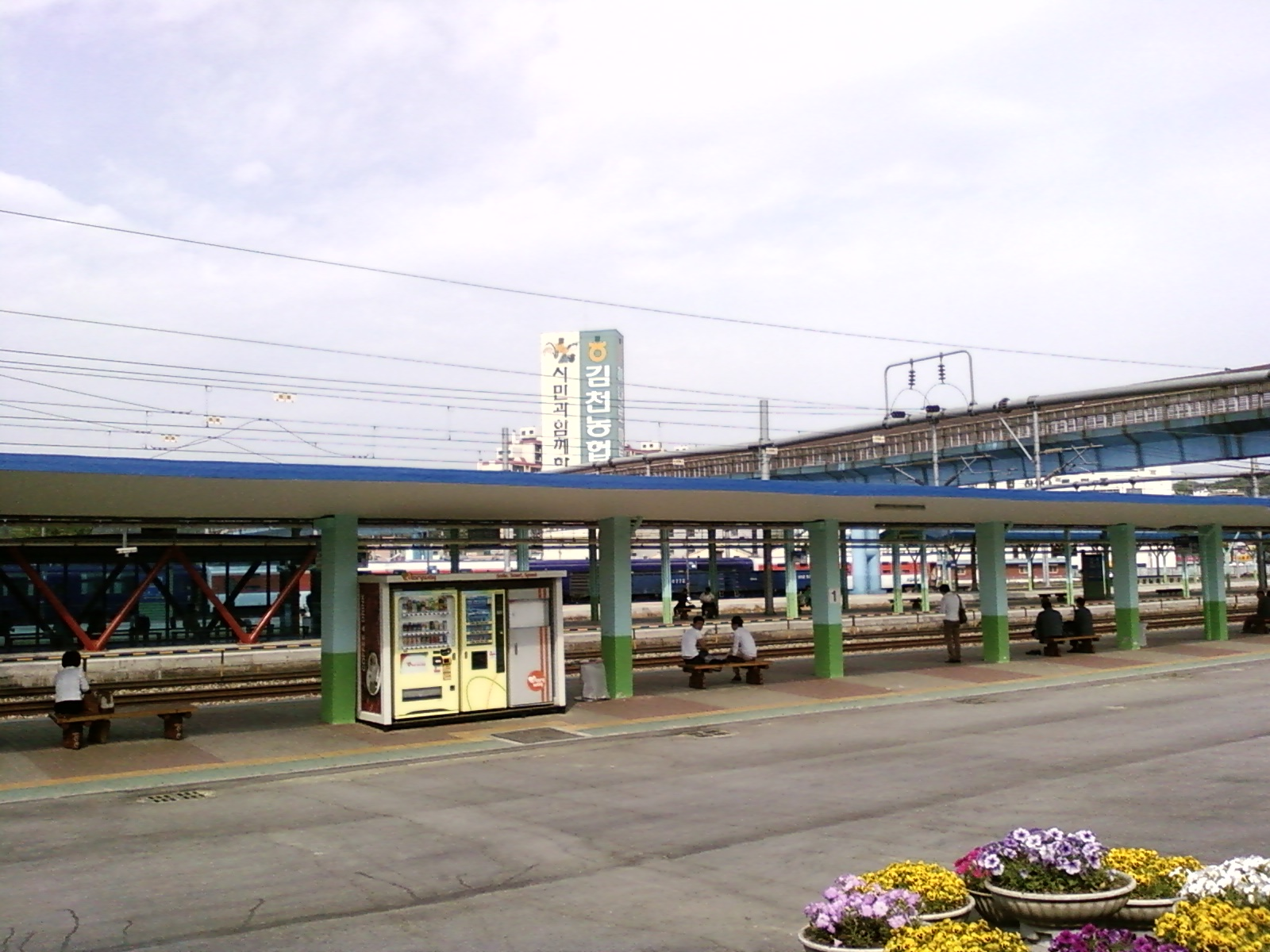
车站内部
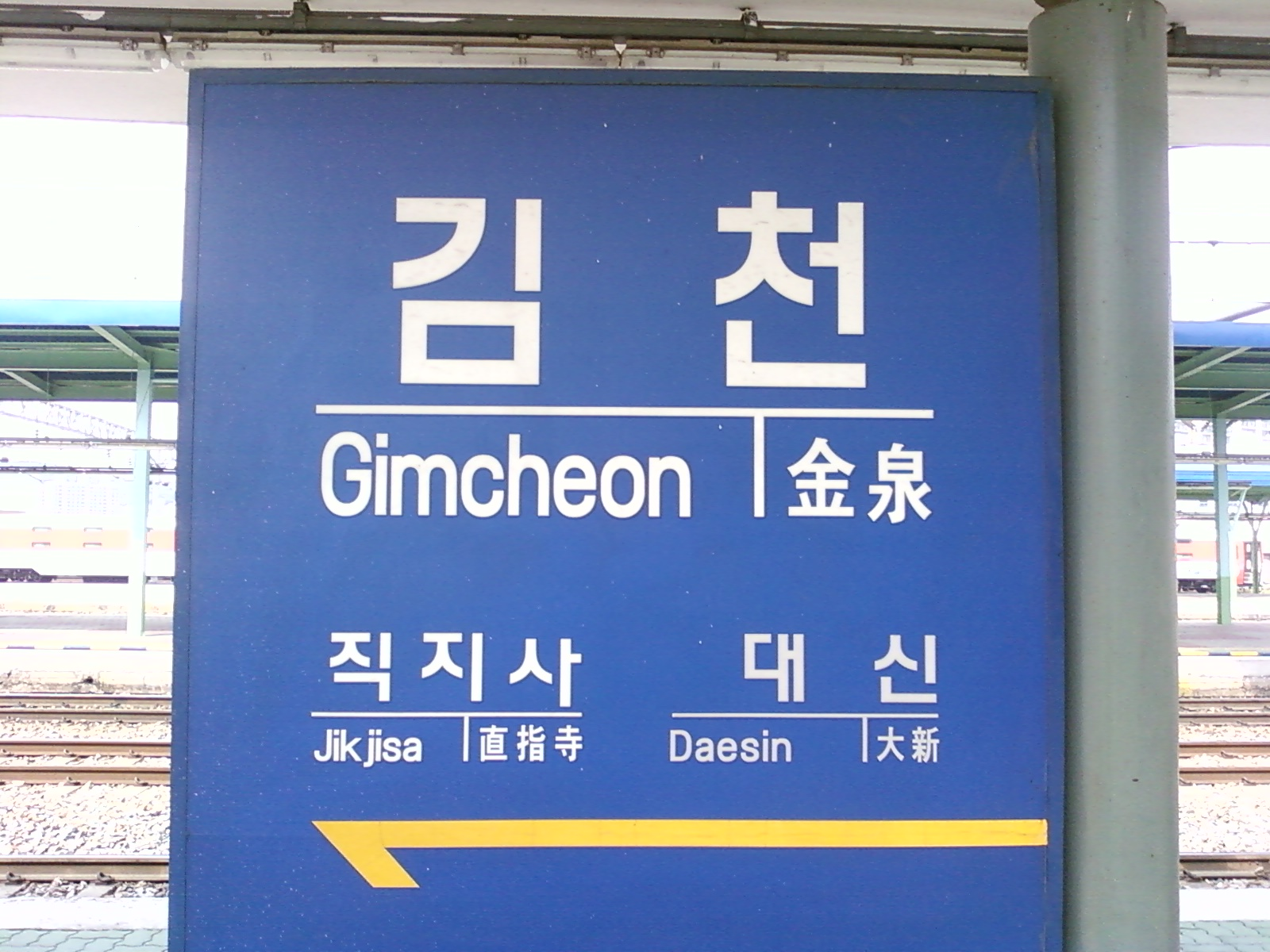
车站指示牌

| ↑ 秋風嶺（京釜線）／↑ 玉山（慶北線） |
| \| ２３ \| ４５ \|                   |
| 龜尾 ↓                               |

| 月台 | 路線   | 類別               | 目的地                                      |
| ---- | ------ | ------------------ | ------------------------------------------- |
| 1    | 京釜線 | ITX-新村、無窮花號 | 往 首爾、永登浦、安養、水原、平澤、天安方向 |
| 2、3 | 京釜線 | ITX-新村、無窮花號 | 往 龜尾、東大邱、釜山、密陽、馬山、晉州方向 |
| 4    | 慶北線 | 無窮花號           | 往 榮州、江陵方向                           |
| 5    | 慶北線 | 無窮花號           | 往 東大邱、釜山、馬山、晉州方向             |

- 车站站台
- 车站内部
- 车站指示牌

## 历史
- 1905年1月1日：落成使用。

## 车站周边
- 平和市場
- 金泉警察署
- 金泉西部初等学校
- 金泉女子高等学校
- 金泉女子中学校
- 圣义女子高等学校
- 圣义女子中学校
- 金泉石泉中学校
- 金泉帽岩初等学校
- 金剛寺
- 古城山金剛寺
- 总持寺

## 相鄰車站
韓國鐵道公社
京釜線
一般列車
直指寺－金泉－大新
ITX-新村
永同－金泉－龜尾
慶北線
一般列車、無窮花號
金泉－玉山